# Gymnastiek op de Olympische Zomerspelen 2024 – Balk vrouwen
De balk voor de vrouwen op de Olympische Zomerspelen 2024 in Parijs vond plaats op 28 juli (kwalificatie) en op 5 augustus (finale). Alice D'Amato won met 14.366 de gouden medaille, en werd zo de eerste Italiaanse gymnaste die Olympisch kampioen werd in de gymnastiek. Het zilver was voor de Chinese turnster Zhou Yaqin, en de Italiaanse Manila Esposito behaalde de bronzen medaille. 
De Nederlandse Sanne Wevers, Olympisch kampioene op balk, kon zich net niet plaatsen voor de finale. 

## Format
Alle deelnemende turnsters moesten een kwalificatie-oefening turnen. De beste acht deelnemers gingen door naar de finale. Echter mochten er maximaal twee deelnemers per land in de finale komen. De scores van de kwalificatie werden bij de finale gewist, en alleen de scores die in de finale gehaald werden, telden.

## Uitslag
- D-score; de moeilijkheidsgraad van de oefening
- E-score; de uitvoeringsscore van de oefening
- Straf; straffen die zijn gegeven door de jury
- Totaal; D-score + E-score - straf geeft de totaalscore

### Kwalificatie
| Rang | Gymnaste        | Gymnaste | D-score | E-score | Straf | Totaal |    |
| ---- | --------------- | -------- | ------- | ------- | ----- | ------ | -- |
| 1    | Zhou Yaqin      | CHN      | 6.6     | 8.266   |       | 14.866 | Q  |
| 2    | Simone Biles    | USA      | 6.4     | 8.333   |       | 14.733 | Q  |
| 3    | Rebeca Andrade  | BRA      | 6.1     | 8.400   |       | 14.500 | Q  |
| 4    | Sunisa Lee      | USA      | 6.0     | 8.033   |       | 14.033 | Q  |
| 5    | Sabrina Voinea  | ROU      | 6.1     | 7.900   |       | 14.000 | Q  |
| 6    | Manila Esposito | ITA      | 5.6     | 8.366   |       | 13.966 | Q  |
| 7    | Alice D'Amato   | ITA      | 5.6     | 8.266   |       | 13.866 | Q  |
| 8    | Julia Soares    | BRA      | 5.6     | 8.200   |       | 13.800 | Q  |
| 9    | Sanne Wevers    | NED      | 5.6     | 8.166   |       | 13.766 | R1 |
| 10   | Marine Boyer    | FRA      | 5.8     | 7.966   |       | 13.766 | R2 |
| 11   | Luo Huan        | CHN      | 6.2     | 7.533   |       | 13.733 | R3 |

Reserve
- Sanne Wevers  NED
- Marine Boyer  FRA
- Luo Huan  CHN

### Finale
| Rang   | Gymnast         | Gymnast | D-score | E-score | Straf | Totaal |
| ------ | --------------- | ------- | ------- | ------- | ----- | ------ |
| Goud   | Alice D'Amato   | ITA     | 5.8     | 8.566   |       | 14.366 |
| Zilver | Zhou Yaqin      | CHN     | 6.6     | 7.500   |       | 14.100 |
| Brons  | Manila Esposito | ITA     | 5.8     | 8.200   |       | 14.000 |
| 4      | Rebeca Andrade  | BRA     | 5.7     | 8.233   |       | 13.933 |
| 5      | Simone Biles    | USA     | 6.2     | 7.200   | 0.300 | 13.100 |
| 6      | Sunisa Lee      | USA     | 6.2     | 6.900   |       | 13.100 |
| 7      | Júlia Soares    | BRA     | 5.3     | 7.033   |       | 12.333 |
| 8      | Sabrina Voinea  | ROU     | 5.8     | 5.933   |       | 11.733 |

1952: Nina Botsjarova ·
1956: Ágnes Keleti ·
1960: Eva Bosáková ·
1964: Věra Čáslavská ·
1968: Natalja Koetsjinskaja ·
1972: Olga Korboet ·
1976: Nadia Comăneci ·
1980: Nadia Comăneci ·
1984: Ecaterina Szabo, Simona Păucă ·
1988: Daniela Silivaș ·
1992: Tetjana Lysenko ·
1996: Shannon Miller ·
2000: Liu Xuan ·
2004: Cătălina Ponor ·
2008: Shawn Johnson · 
2012: Deng Linlin · 
2016: Sanne Wevers · 
2020: Guan Chenchen · 
2024: Alice D'Amato